# こうづ (掃海艇)
こうづ（ローマ字：JDS Kouzu, MSC-609、MST-473）は、海上自衛隊の掃海艇。かさど型掃海艇の6番艇。艇名は神津島に由来する。旧海軍鵜来型海防艦「神津」に次いで日本の艦艇としては2代目。

## 艦歴
「こうづ」は、第1次防衛力整備計画に基づく昭和33年度計画掃海艇309号艇として、日本鋼管鶴見造船所で1959年3月24日に起工され、1959年11月12日に進水、1960年2月26日に就役し、横須賀地方隊に編入された。同年3月1日、第1掃海隊群隷下に第33掃海隊が新編され「さきと」、「はぶし」とともに編入。
1961年9月1日、第33掃海隊が、同日付で新編された第2掃海隊群に編入。
1972年3月31日、呉地方隊第101掃海隊に編入。同年7月1日、掃海母艇に種別変更され、船籍番号がMST-473に変更。
1981年3月18日、除籍。